# São Bartolomeu de Messines
São Bartolomeu de Messines é uma vila portuguesa sede da Freguesia de São Bartolomeu de Messines do Município de Silves, freguesia com 246,41 km² de área e 8157 habitantes (censo de 2021), tendo, assim, uma densidade populacional de 33,1 hab./km², o que lhe permite ser classificada como uma Área de Baixa Densidade (portaria 1467-A/2001).
A povoação de São Bartolomeu de Messines foi elevada à categoria de vila em 1973.
Foi perto de São Bartolomeu de Messines que se deu a Batalha de Sant’Ana.

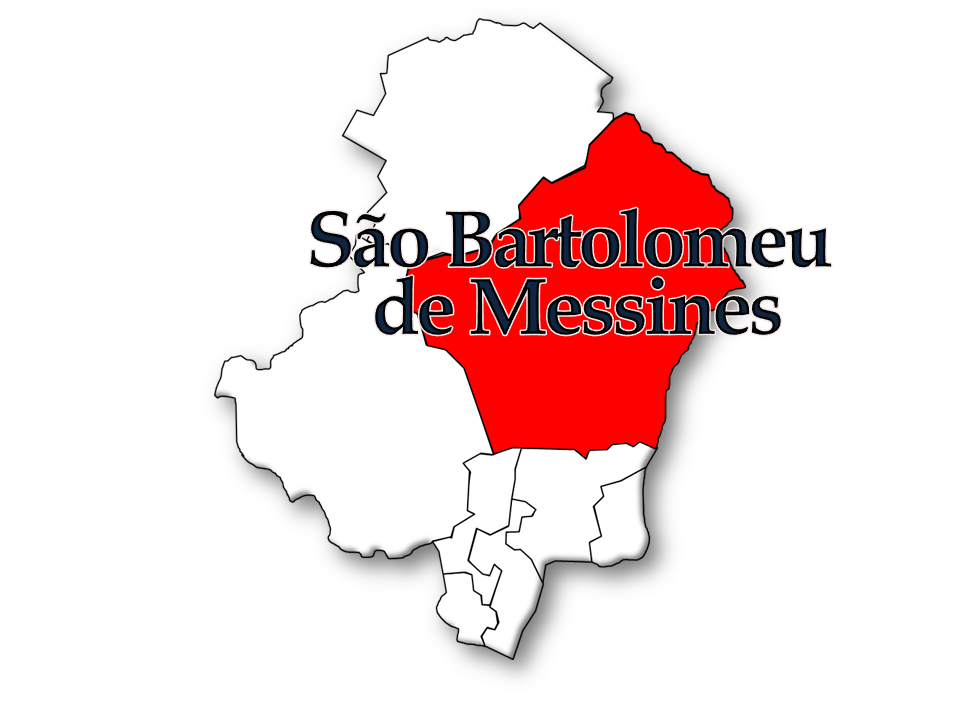
Localização da Freguesia de São Bartolomeu de Messines no Município de Silves

## Demografia
A população registada nos censos foi:
| Ano  | 0-14 Anos | 15-24 Anos | 25-64 Anos | > 65 Anos |
| 2001 | 985       | 946        | 4233       | 2327      |
| 2011 | 987       | 733        | 4351       | 2359      |
| 2021 | 986       | 701        | 4055       | 2415      |

## Património
- Alinhamento da Vilarinha‎
- Casa da Poetisa Júdice Barbosa
- Casa do Remexido
- Casa Museu João de Deus
- Ermida de Nossa Senhora da Saúde
- Ermida de São Sebastião
- Ermida de São Pedro
- Ermida de Sant’Ana
- Igreja de São Bartolomeu de Messines
- Necrópole da Carrasqueira
- Necrópole da Forneca
- Necrópole da Pedreirinha‎

## Personalidades ilustres
- João de Deus, poeta e pedagogo, autor da célebre Cartilha Maternal
- Visconde de Messines
- Visconde de São Bartolomeu de Messines
- Maria Cavaco Silva, professora, antiga primeira-dama de Portugal
- Maria Emília Neto de Sousa, política, antiga presidente da Câmara Municipal de Almada
- António Neves Anacleto (1897-1990), político, advogado e jornalista, opositor ao Estado Novo

## História
São Bartolomeu de Messines é uma povoação de origem árabe, que já existia em 1189, quando os cruzados e as tropas de D. Sancho I conquistaram Silves. Nessa altura, era designada por Mussiene ou Adh-Dhakira Assania, o que prova estar a povoação devidamente estruturada. Infelizmente, dos séculos seguintes nada sabemos. A igreja medieval que aqui existiu não chegou até aos nossos dias e mesmo a localidade parece ter perdido importância, provavelmente pela sua localização interior e periférica em relação aos principais centros de poder do Algarve tardo-medieval.

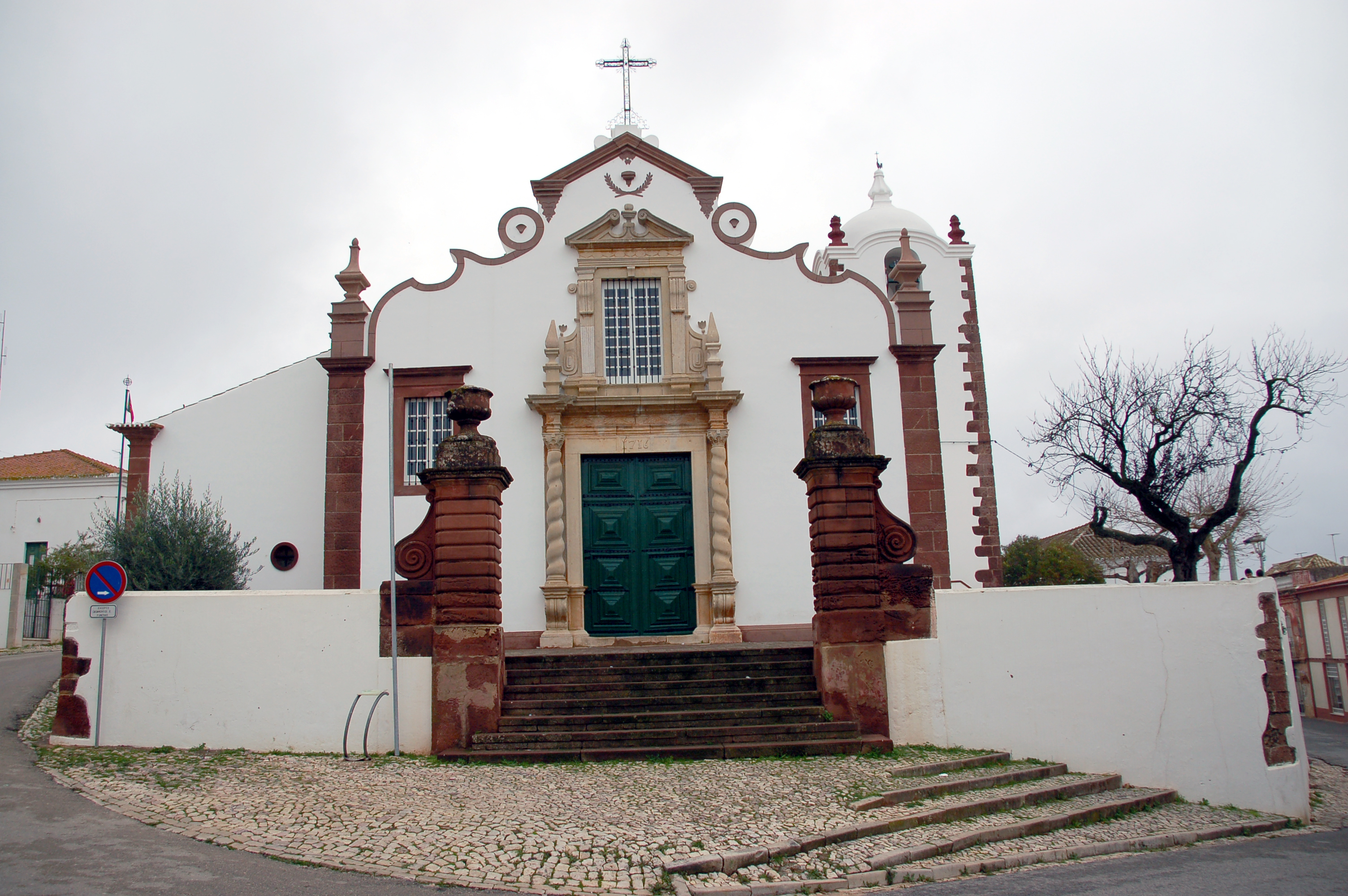
Igreja de São Bartolomeu de Messines

Só nas primeiras décadas do século XVI podemos retomar o discurso em relação à sua igreja matriz. Em momento ainda um pouco incerto do reinado de D. Manuel, ou já do de D. João III, mas que poderá bem corresponder aos anos 20-30 (RAMOS, 1996, p.103), o templo foi objecto de uma radical reformulação, campanha que, longe de se limitar a uma actualização estética mediana, foi responsável por uma obra requintada, original e sem paralelo em toda a província do Algarve.
Com efeito, as três naves do corpo da igreja (que tem uns invulgares seis tramos) são separadas, entre si, por arcos de volta perfeita, chanfrados, que descarregam em pilares torsos, de bases e capitéis múltiplos. Esta solução é comparável, apenas, à grande obra de Mestre Boytac em Setúbal e contrasta com a utilização mais comum de elementos torsos manuelinos em colunelos de arcos triunfais ou portais (IDEM, p.103). Na nave Norte, existe um portal lateral, actualmente entaipado, de perfil quebrado e de aduelas chanfradas. É uma peça mais modesta que as colunas do interior, reveladora da economia de meios e sua relação com os elementos mais emblemáticos da construção, circunstância que obrigou a uma certa 
heterogeneidade formal no mesmo momento artístico.
A campanha quinhentista alargou-se também à cabeceira e, ainda que a capela-mor tenha sido substituída por uma outra mais recente, os dois absidíolos ostentam uma linguagem artística vincadamente manuelina. Manuel Castelo Ramos situou a capela Sul na década de 30, na sequência da dissolução dos formulários manuelinos e sua substituição por outros mais classicizantes. As nervuras quadrangulares, o abandono do naturalismo nos bocetes e as mísulas "estilisticamente diferentes", onde descarrega a abóbada de duplo tramo, são os argumentos invocados para esta datação 
tardia (IDEM, p.103).

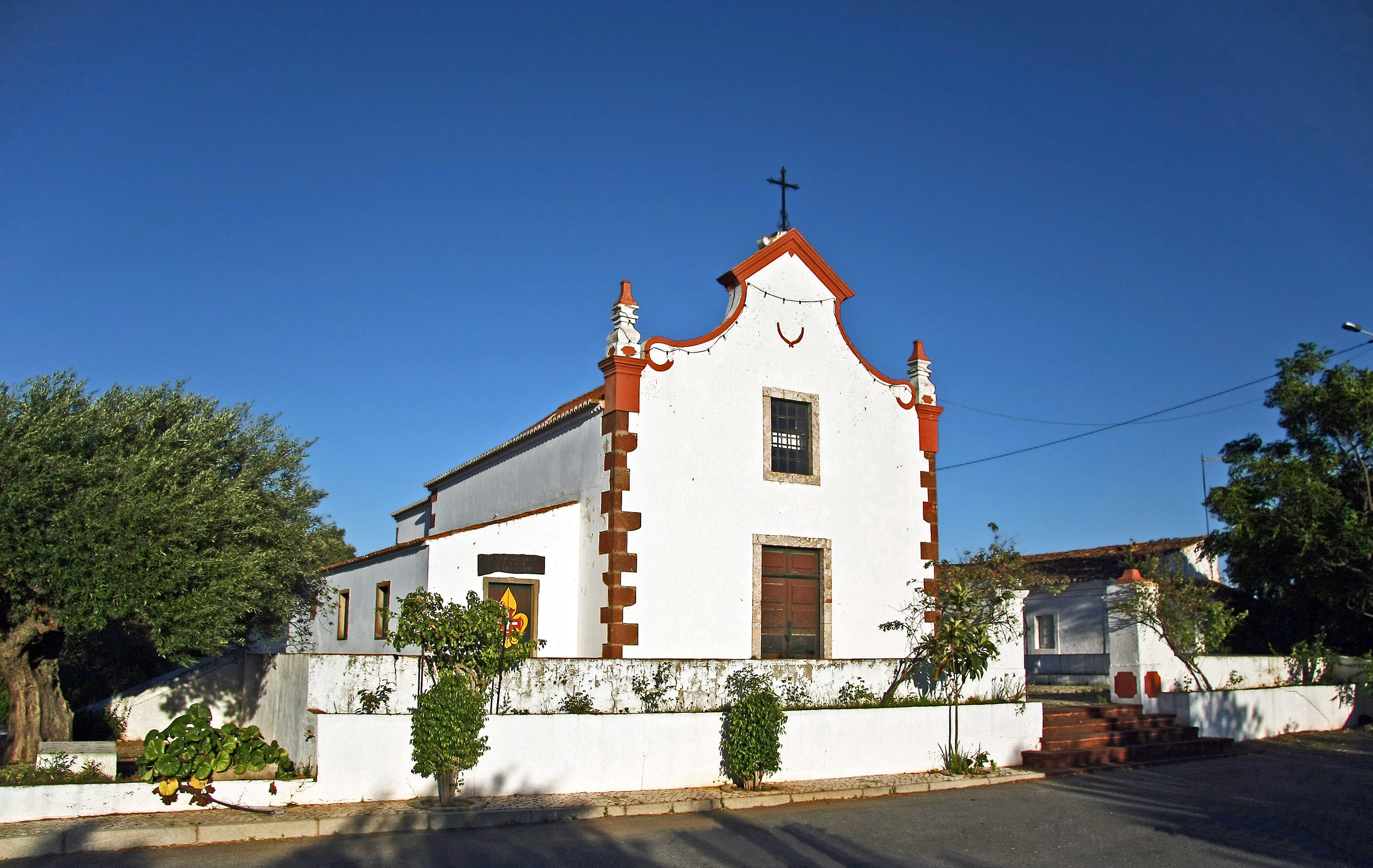
A Ermida de Nossa Senhora da Saúde, lugar de romaria e ampla devoção local

No período barroco, e à semelhança do que aconteceu com outros templos algarvios, a igreja foi alvo de nova empreitada. O portal principal, de arco recto e limitado por duas colunas salomónicas, a que se sobrepõe um entablamento de pináculos nas extremidades enquadrando um grande janelão rectangular moldurado, ostenta a data de 1716, ano provável da conclusão da renovada fachada principal, que integra, ainda, dois janelões rectangulares a ladear o portal e uma empena triangular irregular, definida por volutas. Por essa mesma altura, executaram-se os quatro retábulos laterais da igreja, cujas semelhanças entre si fazem crer terem sido executados por uma mesma oficina.
Igualmente determinante foi a reforma da capela-mor, que surpimiu a anterior manuelina. Um compartimento rectangular, profundo, antecedido por arco triunfal de volta perfeita que, anos depois, albergou o actual retábulo-mor, obra já
rococó, contratada em 1787 ao entalhador farense Manuel Francisco Xavier, segundo um desenho previamente estabelecido (LAMEIRA, 2000, p.292). Pela sua cronologia, é natural que se equacione ter o terramoto de 1755 afectado parcialmente o templo, datando, das décadas seguintes, trabalhos de consolidação.
Já na década de 1960 a DGEMN promoveu um restauro elementar, substituindo-se os pavimentos de madeira, construindo-se algumas cantarias e demolindo-se partes secundárias que ameaçavam ruir, como o tecto da sacristia. Mais recentemente, há cerca de dez anos, restauraram-se os retábulos laterais.
O célebre guerrilheiro Remexido casou-se em São Bartolomeu de Messines.